# Jean Dubach
Jean Dubach (Nidau, 1930. február 28. – ?) svájci nemzetközi labdarúgó-játékvezető.

## Pályafutása

### Nemzeti játékvezetés
A küldési gyakorlat szerint rendszeres partbírói tevékenységet is végzett. Az I. Liga játékvezetőjeként 1979-ben vonult vissza.

#### Nemzeti kupamérkőzések
Vezetett kupadöntők száma: 1.

##### Svájci labdarúgókupa
A Svájci Labdarúgó-szövetség JB 1974-ben az egyik elődöntő, majd 1976-ban szakmai felkészültségének elismeréseként a döntő találkozó koordinálásával bízta meg.
| Időpont           | Helyszín               | Mérkőzés típusa | Mérkőzés                     | Eredmény | Partbíró                    | Nézők száma |
| ----------------- | ---------------------- | --------------- | ---------------------------- | -------- | --------------------------- | ----------- |
| 1976. április 19. | Wankdorf Stadion, Bern | döntő           | FC Zürich–Servette FC Genève | 1 : 0    | Walter Engel/Gregor Greiner | 42 257      |

### Nemzetközi játékvezetés
A Svájci labdarúgó-szövetség Játékvezető Bizottsága (JB) terjesztette fel nemzetközi játékvezetőnek, a Nemzetközi Labdarúgó-szövetség (FIFA) 1973-tól tartotta nyilván bírói keretében. A FIFA JB központi nyelvei közül a németet beszéli. Több nemzetek közötti válogatott és klubmérkőzést vezetett, vagy működő társának partbíróként segített. A svájci nemzetközi játékvezetők rangsorában, a világbajnokság-Európa-bajnokság sorrendjében többedmagával a 11. helyet foglalja el 4 találkozó szolgálatával. Az aktív nemzetközi játékvezetéstől 1979-ben vonult vissza.
Válogatott mérkőzéseinek száma: 8.

#### Labdarúgó-világbajnokság
A világbajnoki döntőhöz vezető úton Argentínába a XI., az 1978-as labdarúgó-világbajnokságra a FIFA JB játékvezetőként alkalmazta. Selejtező mérkőzéseket az UEFA, a CAF és az AFC zónákban vezetett. A FIFA JB elvárása szerint, ha nem vezetett, akkor partbíróként tevékenykedett. Két csoportmérkőzésen egyes számú besorolást kapott, játékvezetői sérülés esetén továbbvezethette volna a találkozót. Világbajnokságon vezetett mérkőzéseinek száma:  1 + 2 (partbíró).

##### 1978-as labdarúgó-világbajnokság

###### Selejtező mérkőzés
| Időpont           | Helyszín                      | Mérkőzés típusa                     | Mérkőzés                | Eredmény | Nézők száma |
| ----------------- | ----------------------------- | ----------------------------------- | ----------------------- | -------- | ----------- |
| 1976. április 1.  | Központi Stadion, Algír       | afrikai (CAF) zóna selejtező        | Algéria–Líbia           | 1 : 0    |             |
| 1977. április 24. | Lenin Stadion, Moszkva        | előselejtező (9. csoport)           | Szovjetunió–Görögország | 2 : 0    | 50 000      |
| 1977. november 5. | Központi Stadion, Kuvaitváros | Ázsia (AFC)/Óceánia (OFC) zónadöntő | Kuvait–Dél-Korea        | 2 : 2    |             |

###### Világbajnoki mérkőzés
| Időpont         | Helyszín                         | Mérkőzés típusa              | Mérkőzés                | Eredmény | Nézők száma |
| --------------- | -------------------------------- | ---------------------------- | ----------------------- | -------- | ----------- |
| 1978. június 6. | Monumnetal Stadion, Buenos Aires | csoportmérkőzés (1. csoport) | Argentína–Franciaország | 2 : 1    | 71 666      |

#### Labdarúgó-Európa-bajnokság
Az európai-labdarúgó torna döntőjéhez vezető úton Jugoszláviába az V., az 1976-os labdarúgó-Európa-bajnokságra az UEFA JB játékvezetőként foglalkoztatta.

##### 1976-os labdarúgó-Európa-bajnokság

###### Selejtező mérkőzés
| Időpont           | Helyszín                     | Mérkőzés típusa           | Mérkőzés      | Eredmény | Nézők száma |
| ----------------- | ---------------------------- | ------------------------- | ------------- | -------- | ----------- |
| 1975. április 27. | Vasil Levski Stadion, Szófia | előselejtező (7. csoport) | Bulgária–NSZK | 1 : 1    | 47 200      |

###### Európa-bajnoki mérkőzés
| Időpont           | Helyszín                   | Mérkőzés típusa              | Mérkőzés          | Eredmény | Nézők száma |
| ----------------- | -------------------------- | ---------------------------- | ----------------- | -------- | ----------- |
| 1976. április 25. | De Kuip Stadion, Rotterdam | csoportmérkőzés (4. csoport) | Hollandia–Belgium | 5 : 0    | 38 000      |

#### Ázsia-kupa
A FIFA JB felkérésére vendég játékvezetőként  az  1976-os Ázsia-kupa labdarúgó torna döntőjét vezette.

##### 1976-os Ázsia-kupa

###### Ázsia-kupa mérkőzés
| Időpont          | Helyszín                   | Mérkőzés típusa | Mérkőzés    | Eredmény | Nézők száma |
| ---------------- | -------------------------- | --------------- | ----------- | -------- | ----------- |
| 1976. június 13. | Arayamehr Stadion, Teherán | döntő           | Irán–Kuvait | 1 : 0    | 50 000      |

## Sikerei, díjai
1975-ben a svájci I. liga szavazata alapján az Év Játékvezetője kitüntető címet érdemelte ki.